# Feuerwehr Würzburg
Die Feuerwehr Würzburg mit Sitz in der Hofstallstraße 3 in Würzburg ist verantwortlich für den Brandschutz, die Technische Hilfeleistung sowie die Brandbekämpfung in der Stadt Würzburg. Sie gehört zum Amt für Zivil- und Brandschutz und besteht aus einer Berufsfeuerwehr (BF) sowie 6 Freiwilligen Feuerwehren (FF). Den FF sind die Jugendfeuerwehren sowie Kinderfeuerwehren angegliedert.

## Geschichte

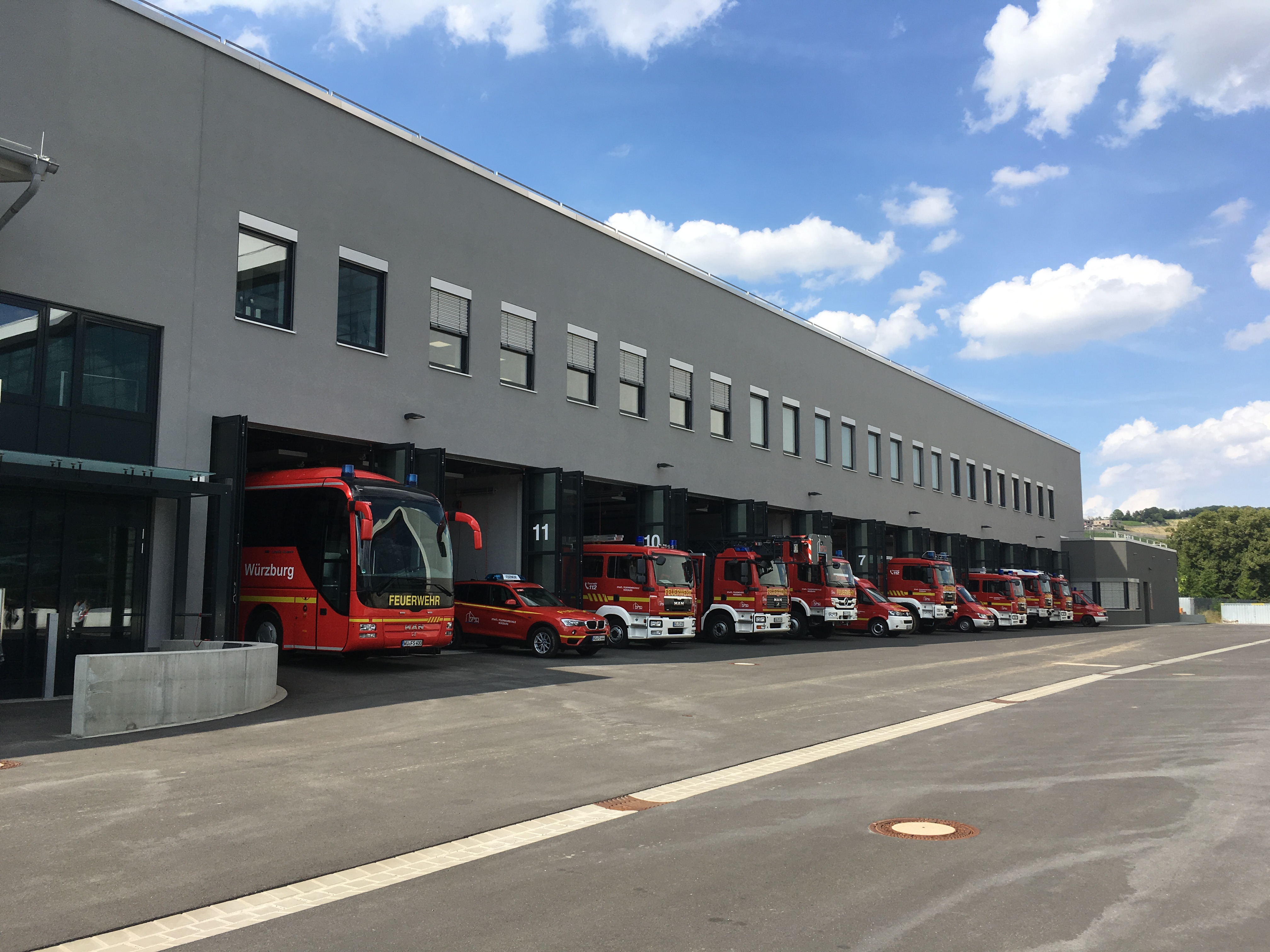
Staatliche Feuerwehrschule Würzburg

Die erste bekannte Feuerordnung Würzburgs stammt aus dem Jahr 1456 und wurde vom damaligen Fürstbischof Johann III. von Grumbach erlassen. Mit einer revidierten Feuerlöschordnung wurde am 4. Dezember 1857 eine Feuerwehr mit 4 Kompanien aufgestellt. Ende des 19. Jh. wurde im Rathaus Würzburg ein „Central-Feuerhaus“ eingerichtet, das 1883 unter anderem mit 3 mechanischen Leitern, 3 handfahrbaren Abprotz-Druckspritzen sowie einem Depotwagen ausgerüstet war. 1908 wurde die Ausrüstung neben anderen Gerätschaften um ein „Elektro-Automobil Mannschafts- und Gerätewagen“ sowie eine „Patent-Balance-Drehleiter, 4teilig, 24 m Höhe“ ergänzt. 
Im Jahr 1933 hatte die Freiwillige Feuerwehr Würzburg 9 Kompanien und 5 hauptamtliche Kraftfahrer sowie 3 Feuerwehrleute zur Bedienung der Alarmierungseinrichtungen. Die Freiwillige Feuerwehr Würzburg wurde nach der Machtergreifung der Nationalsozialisten der Polizei zugeordnet und als Feuerlöschpolizei dem Hauptamt Ordnungspolizei unterstellt. Gleichzeitig mussten aufgrund des am 7. April 1933 erlassenen Gesetzes zur Wiederherstellung des Berufsbeamtentums im Jahr 1934 zwölf Juden aus dem Dienstverhältnis entlassen werden. Die Betreffenden wurden 1936 durch den damaligen Oberkommandanten der Freiwilligen Feuerwehr Würzburg „in allen Ehren“ in den vorzeitigen Ruhestand versetzt. Mit dem Gesetz über das Feuerlöschwesen vom 23. November 1938 wurde die Freiwillige Feuerwehr zur Technischen Hilfspolizei und blieb weiterhin der Ordnungspolizei unterstellt.
Nach den Bombenangriffen im März 1945, bei denen Würzburg fast vollständig zerstört wurde, begann man am 2. Juni 1945 mit dem Aufbau eines Wachdienstes mit 13 hauptamtlichen Feuerwehrleuten. Für diesen Wachdienst standen anfangs 16 Fahrzeuge zur Verfügung, die die Würzburger Feuerwehr vorher in Regensburg zur Sicherung zwischengelagert hatte. 1949 wurde die Staatliche Feuerwehrschule Würzburg gegründet, die bis heute besteht. Im Jahr 1965 beschloss der Stadtrat den Bau einer neuen Hauptwache Am Gardistenplatz (heutige Hofstallstraße), die am 30. Januar 1968 übergeben wurde. In der neuen Hauptwache leisteten 56 Feuerwehrleute einen 24-stündigen Wachdienst in 3 Schichten. Der Würzburger Stadtrat beschloss am 22. November 1971 die Errichtung einer Berufsfeuerwehr und die Mannschaft der Hauptwache wurde zum 1. Januar 1972 in eine Berufsfeuerwehr umgegliedert. 1974, 1976 und 1978 wurden die Gemeinden Rottenbauer, Versbach, Lengfeld, Oberdürrbach sowie Unterdürrbach eingemeindet und deren Freiwillige Feuerwehren der Feuerwehr Würzburg angegliedert. Am 14. Oktober 2004 wurde eine neue Feuerwehrleitstelle für die Stadt und den Landkreis Würzburg in Betrieb genommen, die seit 2006 auch die Feuerwehren in den Landkreisen Main-Spessart und Kitzingen disponiert. Am 1. Januar 2005 übernahm die Stadt Würzburg die Rettungsleitstelle vom Bayerischen Roten Kreuz. Am 24. Februar 2010 wurde die Feuerwehrleitstelle und die Rettungsleitstelle in eine Integrierte Leitstelle mit Sitz in Würzburg umgewandelt.

## Berufsfeuerwehr

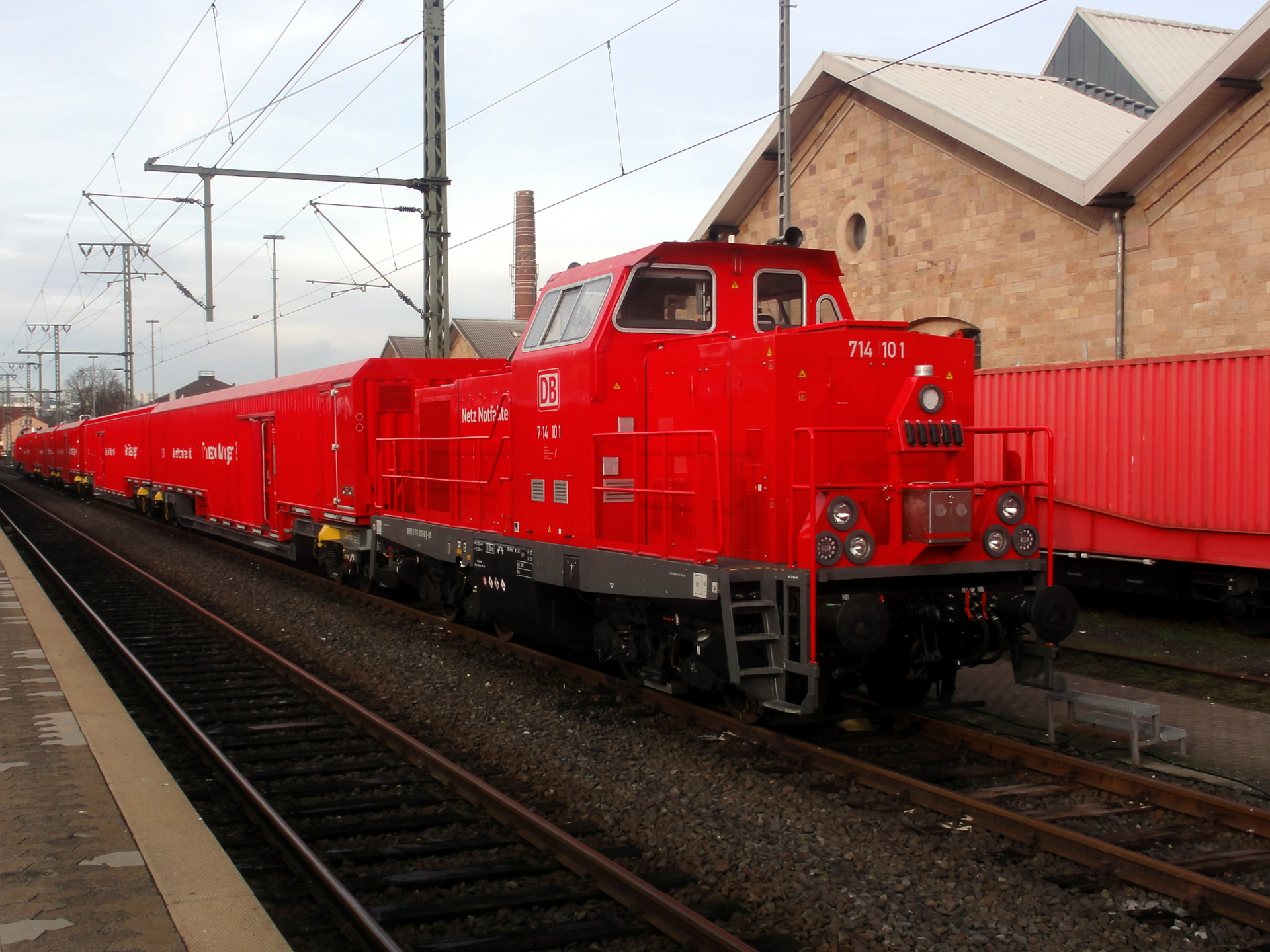
Rettungszug Fulda

In der Hauptfeuerwache, dem Amt für Zivil- und Brandschutz, in der Hofstallstraße, befindet sich neben der BF ebenfalls einer von fünf Löschzügen der FF Würzburg. Es ist geplant mittelfristig eine zweite Feuerwache aufzubauen um die Hilfsfrist im südlichen Stadtgebiet einzuhalten. Der Rettungsdienst des Bayerischen Roten Kreuzes, der Johanniter Unfallhilfe und des Malteser Hilfsdienst wird durch die BF unterstützt. Die Alarmierung erfolgt durch Funkmeldeempfänger durch die Integrierte Leitstelle Würzburg. Neben Kräften für technische Hilfe und Brandbekämpfung hält die BF Würzburg eine Höhenrettungsgruppe, eine Wasserrettung mit Tauchergruppe sowie Einsatzkräfte für den Rettungszug der Deutschen Bahn  auf dem Streckenabschnitt Würzburg – Fulda vor. Die BF ist pro Schicht mit etwa 22 Beamten im aktiven feuerwehrtechnischen Dienst besetzt.

## Freiwillige Feuerwehr
Die Freiwilligen Feuerwehren in Würzburg unterstützen, neben ihren feuerwehrtechnischen Aufgaben, ebenfalls ehrenamtlich mit First-Responder-Einheiten den Rettungsdienst in ihrem Einsatzgebiet. Die FF Würzburg besteht aus jeweils einem Löschzug an den Standorten Stadtmitte, Grombühl, Sanderau, Zellerau und Heidingsfeld. Zusätzlich zur FF Würzburg bestehen weitere fünf Freiwillige Feuerwehren.
| Standort      | gegründet         | Mitglieder |
| ------------- | ----------------- | ---------- |
| Würzburg      | 4. Dezember 1857  | 160        |
| Oberdürrbach  | 24. Juli 1881     |            |
| Rottenbauer   | 23. Januar 1898   | 18         |
| Unterdürrbach | 1870              |            |
| Versbach      | 30. Oktober 1869  |            |
| Lengfeld      | 21. November 1869 |            |

## Betriebsfeuerwehren
Auf dem Gebiet der Stadt Würzburg befinden sich die beiden Betriebsfeuerwehren der Unternehmen BASF Coatings AG Werk Würzburg und Koenig & Bauer AG.